# 葛飾区立末広小学校
葛飾区立末広小学校（かつしかくりつ すえひろしょうがっこう）は、東京都葛飾区にある区立小学校。

## 概要
2019年4月現在のクラス数は12、児童数363、4年と6年のクラスが30人未満となっている。

## 沿革
- 1934年12月1日 東京市金町尋常小学校（現葛飾区立金町小学校）より分離独立し、東京市末広尋常小学校開校[2]
- 1941年4月1日 東京市末広国民学校に改称[2]
- 1943年7月1日 東京都末広国民学校に改称[2]
- 1944年 新潟県高田市に集団疎開
- 1947年4月1日 葛飾区立末広小学校に改称[2]
- 1951年 校舎が全焼して葛飾区立新宿小学校、葛飾区立金町小学校の教室を借りて授業を行なう。
- 1952年10月8日 校歌制定[2]。
- 1956年 第1分校設置[3]。
- 1958年 第2分校設置[4]。
- 1959年 第2分校が葛飾区立原田小学校、第1分校が葛飾区立柴原小学校として独立[5][3]。
- 1974年 文部省道徳教育校として研究発表会が開かれた。
- 1980年 陶芸実習教室が設置される。
- 1984年 創立50周年、タイムカプセルが埋められる。
- 1987年 和太鼓クラブが設置される。
- 1998年 焼却炉が撤去される。
- 2003年 ミニ田んぼが設置される。
- 2004年 スクールカウンセラー室設置。
- 2006年 ブルーベリー園が作られる。

## 所在地
- 葛飾区金町4丁目21番1号[6]

アクセス
- 常磐線金町駅、または京成金町駅から徒歩10分[6]（経路案内）。

## 著名な卒業生
- なぎら健壱（フォーク歌手・俳優）